# Hamide Ayşe Sultan
Hamide Ayşe Sultan (2. listopadu 1887 – 10. srpna 1960) byla osmanská princezna, dcera sultána Abdul Hamida II. a jeho osmé ženy Müşfikâ Kadınefen.
Je známá hlavně proto, že sepsala svoje vzpomínky a psala o dění v harému. V roce 1960 je vydala pod jménem Babam Sultan Abdülhamid.

## Biografie
Hamide Ayşe Sultan je dcerou sultána Abdulhamida I. a jeho osmé manželky Müşfikâ Kadınefendi, dcery Gazi Şehid Mahmud Bey Ağır a jeho ženy Emine Hanim. Byla desátým dítětem a šestou dcerou svého otce, ale jediným dítětem její matky.Když byl její otec v roce 1909 svržen z trůnu, odešla spolu s rodiči do exilu do Soluně. Rok na to se vrátila do Istanbulu, kde se provdala za Ahmeda Nami Beye 9. srpna 1911 v paláci Bebek. S ním měla syna, Sultanzade Ömer Nami Beye. Dne 10. února 1921 se s Ahmedem rozvedla a znovu se provdala za Mehmeta Aliho Raufa Beye dne 3. dubna 1921 v paláci Nişantaşı a společně měli syna Sultanzade Abdülhamita Raufa Beye.
Při rozpadu Osmanské říše v roce 1924 opustila Turecko a přestěhovala se do Paříže. Její matka se rozhodla zůstat v Turecku a neviděly se 29 let, dokud se princezna Hamide nevrátila v roce 1952 z exilu.

Princezna sepsala v Istanbulu své vzpomínky poté, co se vrátila z Francie a vydala je v roce 1955. Psala tam i o své matce, jako by po celých 29 let, co se neviděly, byly stále spolu. 